# Падула (Салерно)
Падула (итал. Padula) је насеље у Италији у округу Салерно, региону Кампанија.
Према процени из 2011. у насељу је живело 2735 становника. Насеље се налази на надморској висини од 604 м.

## Становништво
| 1931. | 1936. | 1951. | 1961. | 1971. | 1981. | 1991. | 2001. | 2011. |
| ----- | ----- | ----- | ----- | ----- | ----- | ----- | ----- | ----- |
| 5.253 | 5.528 | 7.030 | 6.773 | 5.941 | 5.749 | 5.623 | 5.403 | 5.279 |